# Брызгунова, Елена Андреевна
Еле́на Андре́евна Брызгуно́ва (род. 24 октября 1931, Харьков) — российский лингвист, кандидат филологических наук, доцент филологического факультета МГУ им. М. В. Ломоносова. Спектр научных интересов Е. А. Брызгуновой включает изучение русского языка в аспекте универсального и специфического для создания теоретической основы преподавания русского языка как иностранного, а также интегральное исследование русской звучащей речи с учётом связей синтаксиса, лексики, фонетики и интонации, ситуации общения.
Е. А. Брызгуновой принадлежит система интонационных конструкций, служащая для описания интонации в связи с целью высказывания:387—388.

## Биография
В 1949 году Е. А. Брызгунова поступила в МГУ на отделение журналистики филологического факультета, в 1955 году окончила филологический факультет по специальности «Русский язык и литература». В 1963 году представила в качестве кандидатской диссертации книгу «Практическая фонетика и интонация русского языка», получившую положительные рецензии в США, Англии, Германии.
В 1975 году Е. А. Брызгунова была удостоена Почётной грамоты Учёного Совета МГУ им. М. В. Ломоносова за цикл работ по фонетике, в 1982 году стала лауреатом Государственной премии СССР.
В 1975—1980 годах Е. А. Брызгунова принимала участие в создании «Русской грамматики» АН СССР под редакцией Н. Ю. Шведовой, где занималась описанием интонации и её связями с синтаксисом и лексикой.